# Williams (Minnesota)
Williams város a minnesotai Lake of the Woods megyében, az Egyesült Államokban. A 2020-as népszámláláson a lakosság száma 157 fő volt.

## Történelme
A várost 1922-ben alapították. Fatermékek kereskedésének céljával alakult ki és az állami vasútrendszerrel együtt fejlődött. William Mason és George Williams tiszteletére nevezték el Williams-nek a települést, akik 1901-ben érkeztek ide, városalapítás céljával. A helyi postát 1903-ban nyitották meg, William H. Dure volt a postamester.
A teljes település leégett az 1910-es Baudette-i erdőtűzben.

## Népesség
| 2010 | 191 |
| 2020 | 157 |

## Földrajza
A városnak területe 2,51 km2. Nem található vízi terület a városban.
A Williams a 11-es Minnesota Állami Főút és a 2-es megyei út mellett található. Innen nyílik a Zippel Bay Állami Park, a Lake of the Woods tó partján.